# PYD (singolo)
PYD è un brano musicale del cantante canadese Justin Bieber, pubblicato come settimo singolo della Music Mondays e dalla raccolta Journals.

## Descrizione
Il brano è stato scritto da R. Kelly, Justin Bieber, Boyd, Jordan, Jamal Rashid, Giannos e Sasha Sirota.

## Classifiche
| Classifica (2013) | Posizione massima |
| ----------------- | ----------------- |
| Austria           | 49                |
| Belgio (Fiandre)  | 24                |
| Belgio (Vallonia) | 34                |
| Canada            | 32                |
| Danimarca         | 4                 |
| Francia           | 62                |
| Germania          | 64                |
| Italia            | 33                |
| Paesi Bassi       | 19                |
| Regno Unito       | 30                |
| Spagna            | 26                |
| Stati Uniti       | 54                |
| Svizzera          | 27                |